# Yolande Moreau
Yolande Moreau (ur. 27 lutego 1953 w Brukseli) – belgijska aktorka i komik, dwukrotna laureatka Cezara dla najlepszej aktorki.

## Życiorys
Nauki aktorka pobierała w najlepszych brukselskich teatrach. W 1989 roku dołączyła do trupy Jérôme’a Deschampsa i Machy Makeieffa, z którymi tworzyła serial komediowy Les Deschiens. W 2001 zagrała dozorczynię w filmie Amelia u boku Audrey Tautou. W 2004 wyreżyserowała swój pierwszy film Quand la mer monte..., za którego otrzymała pierwszą nagrodę Cezara dla najlepszej aktorki. Drugą statuetkę odebrała za rolę w filmie Serafina (2008). Aktorka wcieliła się w postać awangardowej malarki Séraphine Louis. Za rolę otrzymała również nominację do Europejskich Nagród Filmowych dla najlepszej aktorki europejskiej.

## Filmografia
Filmy fabularne
- 2017: Crash Test Aglaé jako Marcelle
- 2017: Z całych sił (De toutes mes forces) jako Madame Cousin
- 2016: Apollinaire – 13 film-poèmes jako (głos)
- 2016: Historia pewnego życia (Une vie) jako Baronowa Adélaïde Le Perthuis des Vauds
- 2016: Saint Amour jako Jean, automatyczna sekretarka (głos)
- 2015: Dzieciństwo wodza (The Childhood of a Leader) jako pokojówka
- 2015: Zupełnie Nowy Testament (Le tout nouveau testament) jako żona Boga
- 2015: Voyage en Chine jako Liliane
- 2014: Brèves de comptoir jako Madame Lamelle
- 2014: Ablations jako Asystentka Wortza
- 2013: Dziewięć długich miesięcy (9 mois ferme) jako żona Boba
- 2013: Henri jako Hante Michèle
- 2012: Dessine-moi un bouton jako Selling Candy
- 2012: U niej w domu (Dans la maison) jako Bliźniaczki Rosalie i Eugénie
- 2012: Camille powtarza rok (Camille redouble) jako Matka Camille
- 2012: Wielkie wejście (Le Grand Soir) jako Matka punka
- 2012: Kopciuszek. Inna historia (Cendrillon au Far West) jako Felicity (głos)
- 2011: Où va la nuit jako Rose Mayer
- 2010: La meute jako La Spack
- 2010: Le grand restaurant jako Klientka restauracji
- 2010: Mammuth jako Catherine Pilardosse
- 2010: Gainsbourg (Gainsbourg, vie héroïque) jako Fréhel
- 2009: Bazyl. Człowiek z kulą w głowie (Micmacs à tire-larigot) jako Tambouille
- 2009: Incognito jako Madame Champenard
- 2009: Prawdziwa historia Kota w Butach (La véritable histoire du Chat Botté) jako Królowa (głos)
- 2008: Serafina (Séraphine) jako Séraphine Louis
- 2008: Villa Marguerite jako Adèle Grandclémen
- 2008: Louise-Michel (Louise Michel) jako Louise Ferrand
- 2008: Musée haut, musée bas jako Madame Stenthels, afrykańska artystka
- 2008: Mia i Migunki (Mia et le Migou) jako Les Lantines / La sorcière (głos)
- 2008: Plaże Agnes (Les plages d'Agnès) jako Elle-même – racontant un souvenir d'enfance d'Agnès Vard
- 2007: Vous êtes de la police? jako Christine Léger
- 2007: Stara kochanka (Une vieille maîtresse) jako Hrabina d’Artelles
- 2006: Enfermés dehors jako Gina
- 2006: Nazywam się Elisabeth (Je m'appelle Elisabeth) jako Rose
- 2006: Zakochany Paryż (Paris, je t'aime) jako Kobieta-mim (nowela "Tour Eiffel")
- 2006: Au crépuscule des temps jako Margoline Ekh
- 2005: Bunker paradise jako Claire
- 2005: Ze film jako La femme Kodak
- 2005: Ostre cięcia (Le couperet) jako Préposée poste
- 2004: Folle embellie jako Hélène
- 2004: Quand la mer monte... jako Irène
- 2004: La vie est si courte
- 2003: Grand ciel jako Colette, la mère
- 2003: Nie ma róży bez kolców (Bienvenue chez les Rozes) jako Marsanne
- 2003: Pozory i złudzenia (Corps a corps) jako L'institutrice
- 2003: Joséphine
- 2002: Uczciwy handlarz (Un honnete commerçant) jako Inspektor Chantal Bex
- 2002: Une part du ciel jako pani Pasquier
- 2001: Sa mère, la pute jako Annie
- 2001: Amelia (Le fabuleux destin d'Amélie Poulain) jako Madeleine Wallace
- 2001: Mleko ludzkich uczuć (Le lait de la tendresse humaine) jako Babette
- 1999: Podróż do Paryża (Le Voyage à Paris) jako Piekarka
- 1999: L'ami du jardin jako pani Pogut
- 1999: Merci mon chien jako Marie-Do
- 1999: Premier Noël jako L'institutrice
- 1998: Niech się stanie światłość (Que la lumière soit) jako Dieu contractuelle
- 1998: Le choix d'une mère jako Mme Parmentier
- 1998: Vollmond jako Marie Rochat
- 1997: Ostatni rozdział (Un air si pur...) jako Laure Surville
- 1997: Tout doit disparaître jako Irene Millard
- 1996: Le cheval de coeur jako Josiane
- 1996: Baloche jako Jacqueline Van Bersen
- 1996: La belle verte jako Sprzedawczyni pieczywa
- 1995: Huzar (Le hussard sur le toit) jako Madame Rigoard
- 1995: Szczęście jest na łące (La bonheur est dans le pré..) jako Lucette
- 1995: Les trois frères jako a patronne du PMU
- 1993: La Lettre inachevée jako Lydia
- 1993: Germinal jako La Levaque
- 1993: La Cavale des fous jako Konduktorka w autobusie
- 1993: Le Fils du requin jako Kierowca
- 1992: Les Amies de ma femme jako Dozorczyni
- 1989: Le jour de congé
- 1985: Bez dachu i praw (Sans toit ni loi) jako Yolande
- 1984: 7 pok., kuchn., łaz.… do zawładnięcia (7p., cuis., s. de b., ... à saisir) jako La bonne

Seriale telewizyjne
- 2015: Made in Groland
- 2006: Le cri jako Marie
- 2002: Le Champ dolent, le roman de la terre jako Louise
- 1995: L'avocate jako Marie-Jo
- 1995: Maigret jako Madame Popineau
- 1994: Les deschiens jako Yolande

Reżyser
- 2013: Henri
- 2004: Quand la mer monte...

Scenarzysta
- 2013: Henri
- 2004: Quand la mer monte...

## Nagrody
- Cezar
  - Najlepsza aktorka: 2009 Serafina
  - 2005 Quand la mer monte...
  - Najlepszy debiut reżyserski: 2005 Quand la mer monte...